# The Fog – Nebel des Grauens (2005)
The Fog – Nebel des Grauens ist ein Horrorfilm aus dem Jahr 2005, bei dem Rupert Wainwright Regie führte. Es handelt sich bei The Fog – Nebel des Grauens um eine Neuverfilmung des gleichnamigen Films aus dem Jahr 1980 von John Carpenter.

## Handlung
Am 100. Jahrestag der Stadtgründung von Antonio Bay breitet sich ein merkwürdiger, unnatürlicher Nebel von See her über die Inselstadt aus. Es stellt sich heraus, dass sich im Nebel die Geister von ermordeten Seeleuten befinden, die Rache für die an ihnen begangenen Schandtaten nehmen wollen.
Die Geister töten mehrere Bewohner des Ortes. Das Pärchen Nick und Elizabeth, Nicks Kumpel Spooner sowie die Radiomoderatorin Stevie kämpfen ums Überleben. Vor allem Elizabeth scheint eine besondere Verbindung zu den Geistern zu haben, denn sie wird seit einiger Zeit von Albträumen geplagt, in denen sie brennende und ertrinkende Menschen sieht. Bald erfahren Elizabeth und ihre Freunde die grausige Wahrheit: Vor hundert Jahren wurden leprakranke Seeleute, die um Unterkunft in Antonio Bay baten, von den Stadtoberhäuptern hintergangen, ermordet und bestohlen. Nun wollen die Geister der Ermordeten Rache an den Nachkommen der Gründerväter nehmen, zu denen auch Nick, Elizabeth und Stevie gehören.
Am Ende werden alle Nachkommen bis auf Nick, Stevie und deren Sohn getötet. Spooner, dessen Vorfahren aus Chicago stammen,  überlebt ebenfalls. Elizabeth, die eine Art Wiedergeburt der Ehefrau von Blake, dem Anführer der damals ermordeten Leprakranken, zu sein scheint, verschwindet zusammen mit den Geistern, die nun ihren Frieden gefunden haben.

## Hintergrund
- Ursprünglich sollte Julia Stiles die Rolle der Elizabeth spielen, musste jedoch kurzfristig absagen. So erhielt Maggie Grace die Rolle. Aus diesem Grund wurden einige der Charakterzüge der Elizabeth umgeschrieben, u. a. wurde sie jünger und unschuldiger gemacht als in der ursprünglichen Version.
- Bevor Tom Welling die Rolle des Nick erhielt, waren zahlreiche andere Schauspieler im Gespräch, u. a. Matthew Fox und Benjamin McKenzie.

## Drehorte
Der Film wurde auf einer Insel an der Küste von Oregon gedreht. Weitere Drehorte waren Küsten in Kanada sowie in der Gegend um Cowichan Bay, British Columbia. Der größte Teil der Strandszenen entstanden in Tofino, die Szenen der Kleinstadt Antonio Bay in Fort Langley, beide ebenfalls zu British Columbia gehörend.

## Kritiken
„Uninspiriertes Remake von John Carpenters The Fog – Nebel des Grauens (1979), das mit plakativen Schockeffekten unlogische Handlungselemente überzeichnet.“